# Caura
Caura – rzeka w Wenezueli w stanie Bolivar. Lewy dopływ Orinoko. Największym dopływem Caury jest rzeka Erebato. Żeglowna od wodospadu Salto Pará w dół. Przy ujściu do Orinoko szeroka na 1,5 km. Nad rzeka Caura żyją plemiona Sanuma i Ye’kuana.